# La buena tierra (película de 1937)
The Good Earth, conocida en español como La buena tierra, es una película dramática estadounidense de 1937 sobre agricultores chinos que luchan por sobrevivir. Fue adaptado por Talbot Jennings, Tess Slesinger y Claudine West de la obra de Owen Davis y Donald Davis, que se basó en la novela del mismo nombre de 1931 de la autora ganadora del Premio Nobel, Pearl S. Buck. La película fue dirigida por Sidney Franklin, con contribuciones no acreditadas de Victor Fleming y Gustav Machaty .

## Sinopsis
Wang Lung (Paul Muni) es un labrador que vive en paz con su familia y en armonía con la tierra. Un día, su padre arregla para casarlo con O-Lan (Luise Rainer) una de las esclavas de La Casa Grande, y el matrimonio significará la llegada a la familia de una mujer que, además de ser muy atractiva, también es hacendosa, honesta y comprometida. Pero la felicidad que ha empezado con varios hijos, una buena tierra y una familia en paz... de pronto habrá de oscurecerse ante los reveses de la naturaleza, los violentos conflictos sociales y las decisiones improcedentes.

## Reparto
| Actor            | Personaje                 |
| ---------------- | ------------------------- |
| Paul Muni        | Wang                      |
| Luise Rainer     | O-Lan                     |
| Walter Connolly  | Tío                       |
| Tilly Losch      | Lotus                     |
| Charley Grapewin | Viejo padre               |
| Jessie Ralph     | Cuckoo                    |
| Soo Yong         | Tía                       |
| Keye Luke        | Hijo mayor                |
| Roland Lui       | Hijo menor                |
| Suzanna Kim      | Pequeño tonto             |
| Ching Wah Lee    | Ching                     |
| Harold Huber     | Primo                     |
| Olaf Hytten      | Liu, comerciante de grano |
| William Law      | Portero                   |
| Mary Wong        | Pequeña esposa            |

### No acreditados
| Actor                  | Personaje                          |
| ---------------------- | ---------------------------------- |
| Charles Middleton      | Banquero                           |
| Chester Gan            | Cantante en casa de té             |
| Richard Loo            | Granjero                           |
| Kam Tong               | Agricultor                         |
| Victor Sen Yung        | Agricultor                         |
| Philip Ahn             | Capitán de ejército revolucionario |
| Bessie Loo             |                                    |
| Clarence Lung          |                                    |
| Sammee Tong            |                                    |
| Richard Daniel Cazares | Bebe                               |
| King Lan Chew          | Bailarín                           |

## Taquilla
Según los registros de MGM, la película ganó $ 2,002,000 en los Estados Unidos y Canadá y $ 1,555,000 en otros lugares, pero debido a su alto costo incurrió en una pérdida final de $ 96,000.

## Recepción

### Crítica
Las críticas contemporáneas fueron positivas. Frank S. Nugent de The New York Times elogió la película como "una excelente traducción de un clásico literario ... una de las mejores cosas que Hollywood ha hecho esta temporada o en cualquier otra. Si bien se ha tomado algunas libertades con el texto de la novela, no ha tomado ninguno con su calidad o espíritu ".

### Premios y candidaturas
- - Premios Oscar:
- Mejor Película (candidata).
- Mejor Director para Sidney Franklin (candidato).
- Mejor Actriz para Luise Rainer (ganadora).
- Mejor edición de cine para Basil Wrangell (candidato)
- Mejor fotografía para Karl Freund (ganador)

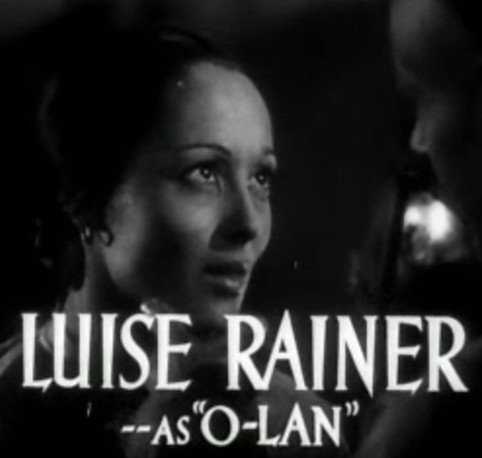
Imagen de Luise Rainer en parte de un fotograma del reclamo de la película.